# Zé Béttio
José Bettio, mais conhecido como Zé Béttio (Promissão, 2 de janeiro de 1926 – São Paulo, 27 de agosto de 2018), foi um radialista, cantor, acordeonista e compositor brasileiro. Considerado um dos maiores nomes do rádio brasileiro, fez muito sucesso nos anos 1970 e 1980.
Tinha como irmãos o também radialista Osvaldo Bettio e o acordeonista e compositor Arlindo Bettio, já falecidos.

## Biografia
Nascido na cidade de Promissão, em 1926, iniciou sua carreira como sanfoneiro, participando dos grupos “Sertanejos Alegres” e “Zé Bettio e seu conjunto”. Inicialmente montou um trio (já que naquela época toda dupla sertaneja tinha um sanfoneiro) onde ele era o solista. Tornou-se locutor da Rádio Difusora de Guarulhos aos sábados por acaso depois de ler um anúncio. Com jeito coloquial de falar, acabou sendo contratado como radialista.
Passou depois pela Rádio Cometa e Rádio São Paulo. Descoberto por Francisco Paes de Barros, foi para as rádios Record (anos 1970), onde ficou conhecido a âmbito nacional, Capital (anos 1980) e Gazeta. Voltou à Rádio Record em 2006, onde comandou um programa matinal até o final de 2009. Foi um fenômeno de audiência entre os anos 1970, 1980 e 1990.
Eternizou vários bordões populares, como “acorda, joga água nele!”, e lançou nomes importantes da música sertaneja como Milionário & José Rico.

## Aposentadoria e morte
Tido como o "radialista totem dos sertanejos", Zé Bettio se aposentou em 2009 na Rádio Record. Em 2016, sofreu um AVC. Após sua aposentadoria, Zé Béttio passou seus últimos anos de vida recluso em seu sítio, no interior de São Paulo.
Faleceu em 27 de agosto de 2018, aos 92 anos enquanto dormia. O corpo do radialista foi enterrado às 16h, no mesmo dia, no Cemitério do Horto Florestal, na capital paulista.

## Discografia
Compactos simples
- 1971 - Inspiração
- 1972 - José Bettio
- 1973 - José Bettio
- 1974 - José Bettio
- 1978 - José Bettio

LPs
- Baile na Roça
- 1961 - Chegou o Sanfoneiro
- 1963 - Viva o Sanfoneiro
- 1971 - O Sanfoneiro Mais Premiado do Brasil (Selo: Tropicana CBS)
- 1972 - Arrasta-pé com José Bettio
- 1972 - Sanfoneiro do Povo
- 1972 - O Sanfoneiro Mais Premiado do Brasil (Selo: Beverly)
- 1972 - Subindo ao Céu (Selo: Beverly)
- 1972 - Valsas Famosas (Selo: Beverly)
- 1973 - Encontro com o Passado - Valsas (Selo: Beverly)
- 1973 - Ataca de Oito Baixos (Selo: Beverly)
- 1974 - Sururu no Teclado (Selo: Rosicler)
- 1976 - Apresenta 12 Grandes Sucessos (Selo: Beverly)
- 1977 - Bailão do Zé Bettio
- 1977 - O Sanfoneiro Mais Premiado do Brasil (Selo: Copacabana Discos)
- 1978 - Zé Bettio (Continental)
- 1979 - José Bettio e Roberto Stanganelli - Música e Alegria (Selo: Popular)
- 1980 - José Bettio e Seus Convidados (Selo: Cartaz)
- 1980 - José Bettio e Seus Convidados (Selo: Japoti)
- 1981 - A Charanga do Zé (Selo: Copacabana Discos)
- 1984 - Puxa o Fole Zé
- 1985 - A Música, A Natureza e os Animais (Selo: Chantecler)

CDs
- 1994 - Bailão do Mexe-Mexe (Selo: Warner Music)
- 1997 - José Bettio e Seus Maiores Sucessos [Coletânea] (Selo: Movieplay)
- 1998 - Seleção de Ouro - 20 Sucessos [Coletânea]
- 1998 - Raízes Sertanejas [Coletânea] (EMI Music)
- 2000 - Série Bis Sertanejo - José Bettio [Coletânea]
- 2002 - Alma Sertaneja
- 2008 - José Bettio e Seus Maiores Sucessos [Coletânea] (Selo: Movieplay)
- 2009 - Seleção Especial - Edição de Ouro [Coletânea]
- 2011 - Sucessos Inesquecíveis do Vinil [Coletânea]